# Mühlenbek (Stör)
Die Mühlenbek ist ein linker Nebenbach der Stör in den Kreisen Segeberg und Steinburg in Schleswig-Holstein.
Die Mühlenbek entspringt in Hagen (Holstein), fließt von dort nach Südwesten durch die Gemeinde Quarnstedt, dann entlang der Grenze von Kellinghusen und Wrist nach Westen und schließlich durch das bebaute Gebiet des nach ihr benannten Kellinghusenser Ortsteils Mühlenbek. Westlich des Ortsteils mündet sie in die Stör.